# Subi Ablimit
Subi Ablimit (uigurisch يەھيا ئابلىكىم, chinesisch 苏毕·阿布力米提, * 13. Februar 2002) ist ein chinesischer Fußballspieler uigurischer Abstammung.

## Karriere
Ablimit begann seine Karriere in der Jugendverein von Shandong Taishan. 2020 wurde er an die chinesische U19-Nationalmannschaft ausgeliehen, für die er ein Spiel in der China League Two bestritt. Im folgenden Jahr spielte er neun Partien für die chinesische U20-Nationalmannschaft. Im April 2022 wechselte Ablimit zu Jiangxi Lushan FC, wo er bis Februar 2024 spielte und in 44 Ligaspielen zwei Tore erzielte. Seit Februar 2024 steht er bei Heilongjiang Ice City unter Vertrag.